# Agglomération Côte Basque-Adour
Pour les articles homonymes, voir ACBA et BAB.
L'agglomération Côte Basque-Adour ou ACBA (anciennement nommée communauté d'agglomération de Bayonne-Anglet-Biarritz ou BAB) est une ancienne communauté d'agglomération française, située dans le département des Pyrénées-Atlantiques et la région Nouvelle-Aquitaine. L'agglomération Côte Basque-Adour était constituée de cinq communes : Bayonne, Anglet, Biarritz, Boucau et Bidart.

## Historique
Le district Bayonne-Anglet-Biarritz a été créé le 27 octobre 1972. Le règlement, les statuts, les compétences et les missions de cette coopération intercommunale sont approuvés par les conseils municipaux des trois communes membres dirigées alors par Henri Grenet, maire de Bayonne, Victor Mendiboure, maire d’Anglet, et Guy Petit, maire de Biarritz. Le district Bayonne-Anglet-Biarritz regroupe les trois villes au sein d’une structure intercommunale dotée d’une fiscalité associée aux quatre taxes locales, à la taxe d’enlèvement des ordures ménagères et à une dotation globale de fonctionnement.
Le 1er janvier 2000, le district se convertit en communauté d'agglomération et dispose de compétences nouvelles : développement économique, aménagement de l’espace, protection et mise en valeur de l’environnement, coopérations internationales.
Le 1er janvier 2011, la communauté d’agglomération Bayonne-Anglet-Biarritz (CABAB) s’élargit aux communes de Bidart et de Boucau. La CABAB change de nom pour devenir la communauté d’agglomération Côte Basque-Adour.
Le 1er janvier 2017, en application du schéma départemental de coopération intercommunale, elle fusionne avec neuf autres intercommunalités pour former la communauté d'agglomération du Pays Basque.

## Composition
La communauté d'agglomération regroupait 5 communes :

| Nom             | Code Insee | Gentilé   | Superficie (km2) | Population (dernière pop. légale) | Densité (hab./km2) |
| --------------- | ---------- | --------- | ---------------- | --------------------------------- | ------------------ |
| Bayonne (siège) | 64102      | Bayonnais | 21,68            | 53 312 (2022)                     | 2 459              |
| Anglet          | 64024      | Anglòi    | 26,93            | 42 288 (2022)                     | 1 570              |
| Biarritz        | 64122      | Biarròt   | 11,66            | 25 810 (2022)                     | 2 214              |
| Bidart          | 64125      | Bidartar  | 12,15            | 7 674 (2022)                      | 632                |
| Boucau          | 64140      | Bocalòi   | 5,82             | 8 934 (2022)                      | 1 535              |

Boucau et Bidart ont intégré la communauté d'agglomération en 2011. Le régime de taxe professionnelle (TP) unique se montre en effet particulièrement favorable à la ville où ne cotise actuellement à la TP qu'une seule entreprise.

## Démographie
| 2012    | 2013    |
| ------- | ------- |
| 124 703 | 126 072 |

## Administration
| Période                                  | Période          | Identité             | Étiquette | Qualité                                                      |
| ---------------------------------------- | ---------------- | -------------------- | --------- | ------------------------------------------------------------ |
| Les données manquantes sont à compléter. |                  |                      |           |                                                              |
| 1972                                     | 1995             | Henri Grenet         | UDF       | Maire de Bayonne                                             |
| 1995                                     | 2001             | Alain Lamassoure     | UMP       | Adjoint, maire puis conseiller municipal d'Anglet            |
| 2001                                     | 2008             | Didier Borotra       | MoDem     | Maire de Biarritz                                            |
| 2008                                     | 2014             | Jean Grenet          | UMP       | Maire de Bayonne, député                                     |
| 2014                                     | mars 2016        | Jean-René Etchegaray | UDI       | Maire de Bayonne                                             |
| mars 2016                                | mars 2016        | Michel Veunac        | MoDem     | intérim, maire de Biarritz, conseiller régional              |
| 15 mars 2016                             | 31 décembre 2016 | Claude Olive         | UMP       | Maire d'Anglet, Conseiller départemental canton de Bayonne 1 |

## Compétences
Le district Bayonne-Anglet-Biarritz existait depuis 1972. Il a notamment réalisé des infrastructures de transport.
Le 31 décembre 1999 le district se transforme en communauté d'agglomération et se dote de compétences nouvelles.
Le 1er janvier 2011 le « BAB » passe de 3 à 5 communes et change de nom.
La communauté d’agglomération exerce 4 compétences obligatoires (loi relative au renforcement et à la simplification de la coopération intercommunale dite loi Chevènement) : développement économique, aménagement et urbanisme, équilibre social de l'habitat et politique de la ville.
De plus, elle exerce des compétences optionnelles. Parmi celles-ci, la collecte des déchets ménagers et assimilés est assurée par la communauté d'agglomération (à l'exception de Bidart, assurée par Bizi Garbia), le traitement, quant à lui, est pris en charge par le syndicat mixte Bil Ta Garbi. Au sein de la communauté d'agglomération, 128 agents de la fonction publique territoriale travaillaient en 2011 au service de la collecte des déchets. La communauté est équipée de 31 poids lourds, 24 bennes à ordures ménagères et 7 camions grues (pour les conteneurs enterrés).
La communauté adhère au syndicat mixte du bassin versant de la Nive et fait partie de l'Eurocité basque Bayonne - San Sebastian.
Elle exerce, depuis janvier 2011, la compétence transports en commun, ce qui provoquera la dissolution du SMTC qui existait depuis 1977 et la création de Chronoplus le 31 janvier 2011.

## Fonctionnement
L'agglomération Côte Basque - Adour dispose de trois instances de fonctionnement :
Le conseil communautaire est l’instance qui délibère et vote les budgets les plus importants de l'Agglomération Côte Basque – Adour. 33 conseillers communautaires titulaires et 16 conseillers communautaires suppléants forment le Conseil communautaire. L’assemblée du conseil communautaire se tient six fois par an lors de réunions ouvertes au public. 
Les 49 conseillers communautaires sont élus au sein des conseils municipaux des cinq communes membres de la communauté d’agglomération pour un mandat d’une durée six ans.
Le bureau met en œuvre les orientations et les décisions définies par le Conseil communautaire. Il valide aussi  les travaux  réalisés par les commissions.
Les commissions sont constituées de conseillers communautaires réunis autour d’une thématique, les commissions sont des groupes de travail. L'agglomération Côte Basque–Adour compte 11 commissions.

## Principaux équipements
Le port de plaisance du Brise LameSitué, à Anglet, dans l'embouchure de l'Adour, il compte 425 places. La communauté d’agglomération Côte Basque-Adour (succédant au district Bayonne-Anglet-Biarritz) en gère l’exploitation depuis 1972.
Le centre de formation d'apprentis de l'agglomération Côte Basque-AdourImplanté à Bayonne, c’est un centre de formation d'apprentis (CFA) des secteurs de la restauration et du commerce.
L’école d'art de l'agglomération Côte Basque-AdourSituée à Bayonne, l’école d’art est gérée par l'agglomération Côte Basque–Adour.
L’école supérieure d'art des Rocailles
La technopole IzarbelAuparavant gérée par un syndicat mixte associant les trois villes de la CABAB et la commune de Bidart sur laquelle est implantée la technopole Izarbel, elle est gérée directement par l'agglomération Côte Basque–Adour depuis l’arrivée de Bidart dans la communauté d’agglomération le 1er janvier 2011. Elle est à l’origine de la création de l’agence Pays basque pour les Nouvelles Technologies de l'Information et de la Communication.